# Sanionia
Sanionia là một chi rêu trong họ Amblystegiaceae.